# مالكولم جوردون
مالكولم سيلفيرا جوردون (بالإنجليزية: Malcolm Silvera Gordon؛ مواليد 19 مايو 1990) هو مُقاتل فنون قتالية مختلطة كندي.

## وصلات خارجية
- مالكولم جوردون على موقع يو إف سي (الإنجليزية)
- مالكولم جوردون على موقع شيردوغ (الإنجليزية)
- مالكولم جوردون على موقع Tapology.com (الإنجليزية)